# Saint Néventer
Saint Néventer est un saint breton plus ou moins mythique de l'Armorique, non reconnu officiellement par l'Église catholique romaine.
Sa fête est le 7 mai.

## Hagiographie
Très peu de détails sur sa vie sont connus. Selon Albert Le Grand, Néventer et Derrien étaient deux chevaliers originaires de l'île de Bretagne (Grande-Bretagne actuelle) qui, au VIe siècle, rentrant de Terre sainte en bateau via le détroit de Gibraltar, Nantes, Vannes et qui, toujours en bateau, en remontant le fleuve dénommé alors Dour Doun (ce fleuve côtier a pris par la suite le nom d'Élorn), entre La Roche-Maurice et Pont-Christ, virent le comte Élorn, désespéré par les actes de cruauté du dragon qui dévorait hommes et bêtes dans le pays, se jeter dans le fleuve, car le sort avait désigné son fils Riok, alors âgé de deux ans, pour en être la prochaine victime. Ils le secoururent.
Néventer et Derrien promirent au comte Élorn de délivrer le pays du dragon, à condition qu'il acceptât d'abandonner le paganisme et de se convertir au catholicisme et d'élever son fils Riok dans cette religion. Les deux chevaliers se rendent alors à l'antre du dragon, lui intiment l'ordre de reconduire Riok au château de son père, puis emmènent le dragon à Tolente où ils lui intiment l'ordre de se jeter à la mer, ce que fit le dragon du côté de Pontusval (Brignogan).
Après avoir un temps persisté dans la pratique du paganisme, le comte Élorn finit, sous l'insistance de sa femme et de son fils Riok, par se convertir effectivement et construisit une église dans le bois du Barguet, qui est à l'origine du bourg de Plounéventer. D'après la tradition, c'est le cheval de Néventer qui aurait marqué une pierre de son empreinte à cet endroit, la dite pierre étant toujours visible près de la grotte Notre-Dame-de-Lourdes dans cette commune.
Par la suite, saint Derrien et saint Néventer seraient retournés dans l'île de Bretagne terminer leur vie.

## Ses traces et son culte dans la Bretagne actuelle
- Plounéventer : le nom de cette paroisse, désormais commune, vient de plou (« paroisse ») et de saint Néventer à l'origine, avec son cheval, de la création de l'église du lieu, consacrée à saint Néventer[4].
- Plaintel : commune des Côtes-d'Armor connue au Moyen Âge sous le nom Pleneveniter et toujours désignée en breton sous le nom de Pleneventer[5],[6].

## Lagwerzde saint Néventer
Une gwerz (chanson traditionnelle en langue bretonne) encore chantée à Plounéventer dit (traduction française) :
 Voyant qu'il me fallait donner

 Mon fils à dévorer

 Si grand a été mon désespoir

 Que je me suis jeté dans la rivière